# Uitvoerend Bewind

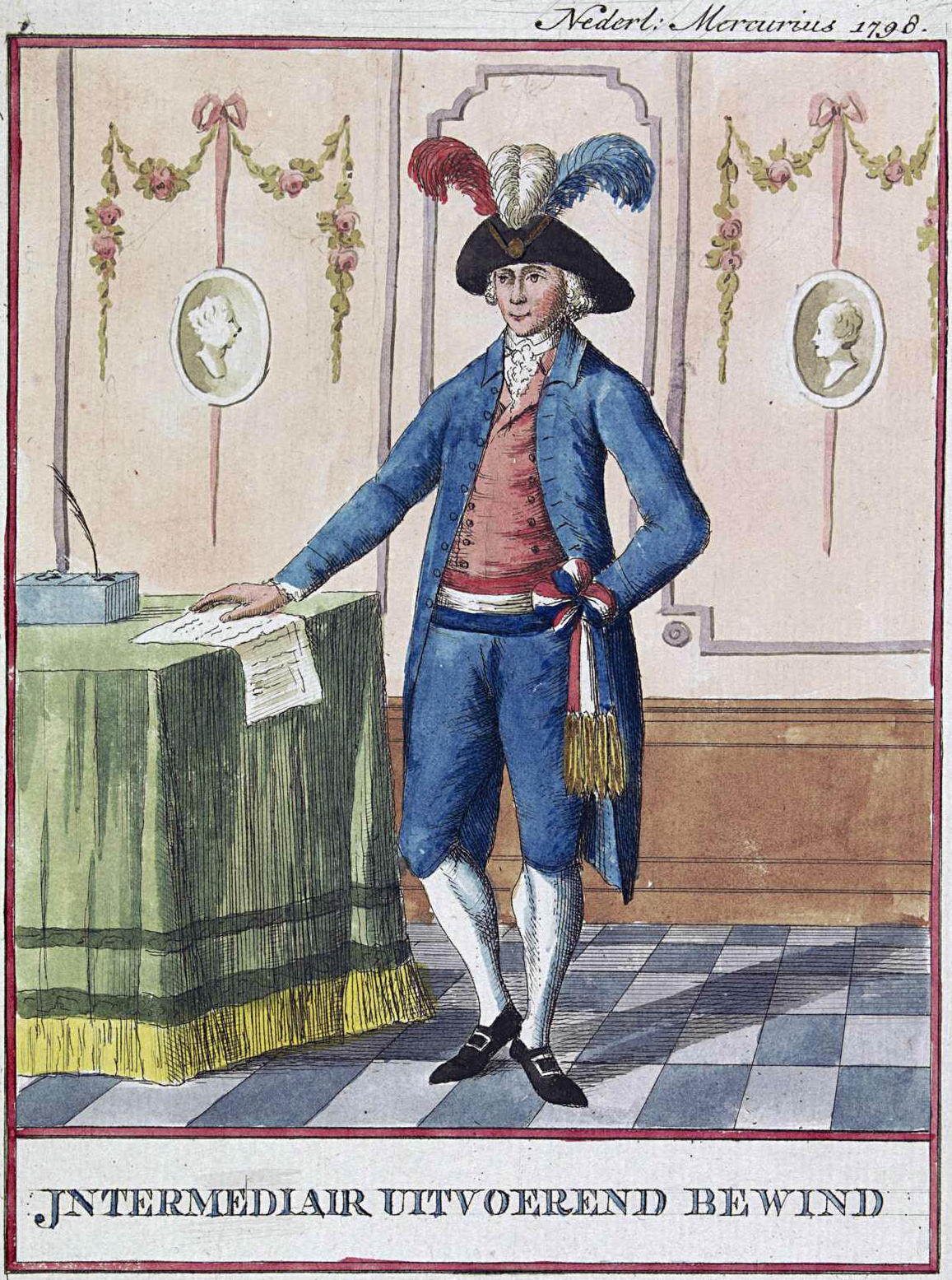
Офіційний костюм члена Виконавчої ради Батавської республіки (1798)

Uitvoerend Bewind (голландською Виконавча рада/орган) — так називався уряд Батавської республіки між 1798 і 1801. Президент Uitvoerend Bewind був главою держави Батавська республіка.

## Створення та коло завдань
23 січня 1798 Установчі збори призначили тимчасову Виконавчу раду. Він замінив Комітет у закордонних справах, члени якого були поміщені під домашній арешт під час перевороту напередодні, і таким чином став відповідальним за зовнішню політику Батавської республіки. У рамках своєї зовнішньої політики Адміністрація вела листування з іноземними державами, з послами в республіці та з батавськими послами за кордоном. До її завдань входила також «піклування про внутрішню та зовнішню безпеку», і з цієї причини їй було надано верховне командування збройними силами «на воді та на суші». Уряд міг оголосити війну іншій країні, а також укласти з нею мир. Воно відповідало перед Установчими зборами.

## Унітаристські демократи
Політична група унітаристських демократів була незадоволена повільністю прогресу нідерландського парламента — Національних зборів Батавської республіки. Вони виступали за центральну владу, проти федералізму та вимагали загальних виборів. Консерватори та помірковані виступили проти таких вимог, і країна стала некерованою, без перспективи розробки конституції. Восени 1797 республіка мала такого ж прогресу, як і навесні 1795.
Під керівництвом Пітера Вреде унітаристські демократи здійснили державний переворот 22 січня 1798 за допомогою генерала Германа Віллема Дендельса та почали правити як Uitvoerend Bewind, який незабаром став дуже непопулярним серед їхніх прихильників у країні.

## Другий Uitvoerend Bewind

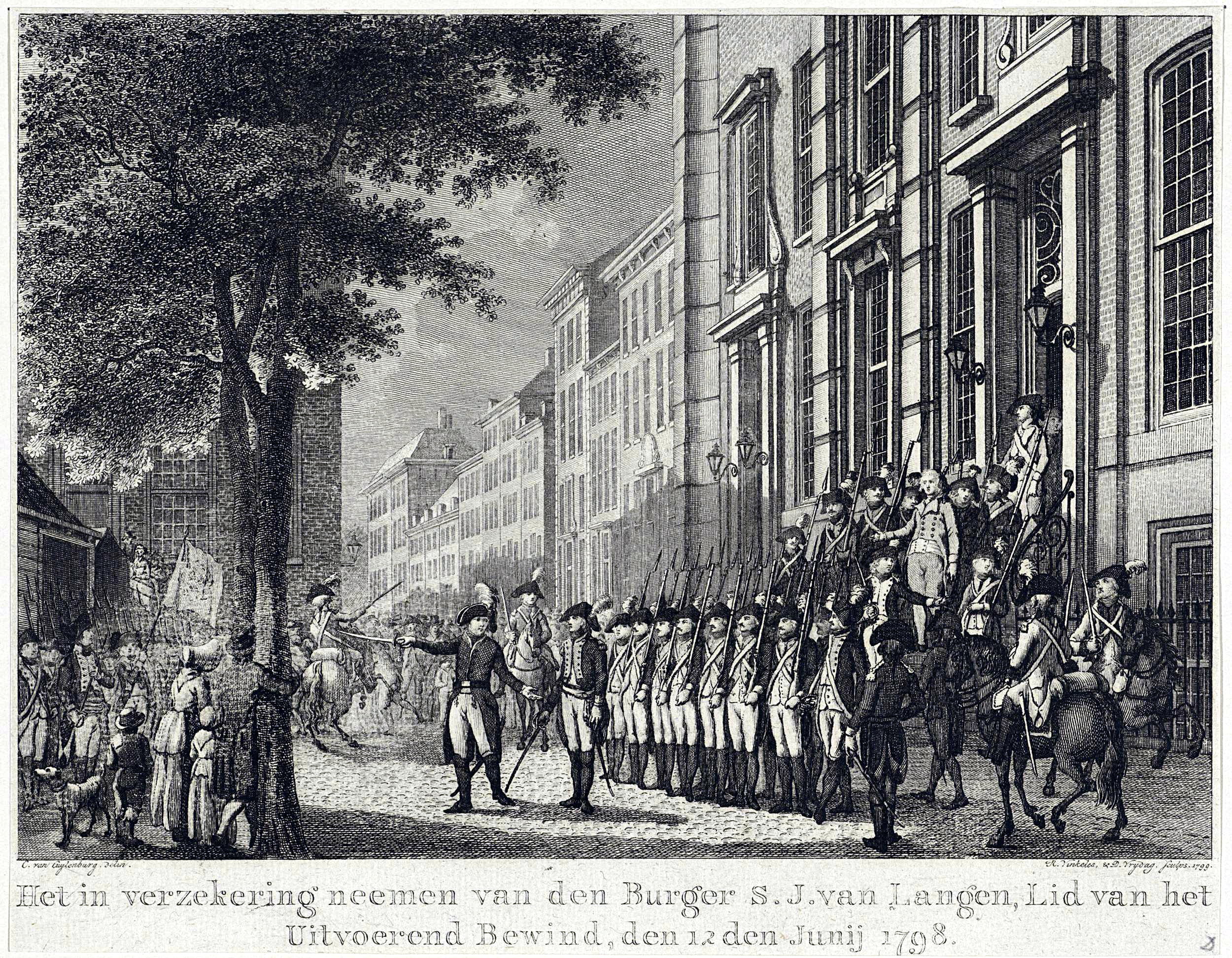
Арешт Стефануса Якобуса ван Лангена, члена Виконавчої ради, загоном солдатів на в Гаазі 12 червня 1798

Другий переворот стався 12 червня 1798 з метою усунення непопулярного правління. Було встановлено тимчасовий уряд, який мав правити до нових виборів, які принесуть нову Представницьку асамблею, як і раніше за загальним виборчим правом (це було замінено цензовим виборчим правом після державного перевороту 1801).
Між 1798 і 1801 президент Uitvoerend Bewind був главою держави Батавської Республіки, а не як раніше, президентом Асамблеї. 6 жовтня 1801 відбувся конституційний референдум.

## Глави голландської держави між 1798 і 1801
| Від               | До                |                                                                |                                        |
| ----------------- | ----------------- | -------------------------------------------------------------- | -------------------------------------- |
| 25 січня 1798     | 24 лютого 1798    | Пітер Вреде[en]                                                | Uitvoerend Bewind                      |
| 25 лютого 1798    | 24 березня 1798   | Вейбо Фейньє                                                   | Uitvoerend Bewind                      |
| 25 березня 1798   | 24 квітня 1798    | Стефанус Якобус ван Ланген                                     | Uitvoerend Bewind                      |
| 25 квітня 1798    | 24 травня 1798    | Беренд Вільдрік                                                | Uitvoerend Bewind                      |
| 25 травня 1798    | 12 червня 1798    | Йохан Пітер Фоккер                                             | Uitvoerend Bewind                      |
| 14 червня 1798    | 17 серпня 1798    | Якобус Спорс                                                   | Intermediair Bestuur (Тимчасовий уряд) |
| 14 червня 1798    | 17 серпня 1798    | Герріт Ян Пейман                                               | Intermediair Bestuur (Тимчасовий уряд) |
| 14 червня 1798    | 17 серпня 1798    | Александер Гогель[en]                                          | Intermediair Bestuur (Тимчасовий уряд) |
| 14 червня 1798    | 17 серпня 1798    | Реньє Віллем Тадама                                            | Intermediair Bestuur (Тимчасовий уряд) |
| 14 червня 1798    | 17 серпня 1798    | Абрахам Жак ла П'єр                                            | Intermediair Bestuur (Тимчасовий уряд) |
| 17 серпня 1798    | 16 вересня 1798   | Альберт Віллем Гет                                             | Uitvoerend Bewind                      |
| 17 вересня 1798   | 16 жовтня 1798    | Йоганнес Віллем ван Гасселт                                    | Uitvoerend Bewind                      |
| 17 жовтня 1798    | 16 листопада 1798 | Франсуа Ермерінс                                               | Uitvoerend Bewind                      |
| 17 листопада 1798 | 16 грудня 1798    | Антоні Фредерік Робберт Еверт ван Герзолте, лорд ван Ставерден | Uitvoerend Bewind                      |
| 17 грудня 1798    | 16 січня 1799     | Йоаннес Францискус Рудольфус ван Гоф                           | Uitvoerend Bewind                      |
| 17 січня 1799     | 16 лютого 1799    | Альберт Віллем Гет                                             | Uitvoerend Bewind                      |
| 17 лютого 1799    | 16 березня 1799   | Йоганнес Віллем ван Гасселт                                    | Uitvoerend Bewind                      |
| 17 березня 1799   | 16 квітня 1799    | Франсуа Ермерінс                                               | Uitvoerend Bewind                      |
| 17 квітня 1799    | 16 травня 1799    | Антоні Фредерік Робберт Еверт ван Герзолте, лорд ван Ставерден | Uitvoerend Bewind                      |
| 17 травня 1799    | 16 червня 1799    | Йоаннес Францискус Рудольфус ван Гоф                           | Uitvoerend Bewind                      |
| 17 червня 1799    | 16 липня 1799     | Альберт Віллем Гет                                             | Uitvoerend Bewind                      |
| 17 липня 1799     | 16 серпня 1799    | Августейн Герхард Бесьєр                                       | Uitvoerend Bewind                      |
| 17 серпня 1799    | 16 вересня 1799   | Франсуа Ермерінс                                               | Uitvoerend Bewind                      |
| 17 вересня 1799   | 16 жовтня 1799    | Антоні Фредерік Робберт Еверт ван Герзолте, лорд ван Ставерден | Uitvoerend Bewind                      |
| 17 жовтня 1799    | 16 листопада 1799 | Йоаннес Францискус Рудольфус ван Гоф                           | Uitvoerend Bewind                      |
| 17 листопада 1799 | 16 грудня 1799    | Альберт Віллем Гет                                             | Uitvoerend Bewind                      |
| 17 грудня 1799    | 16 січня 1800     | Августейн Герхард Бесьєр                                       | Uitvoerend Bewind                      |
| 17 січня 1800     | 16 лютого 1800    | Франсуа Ермерінс                                               | Uitvoerend Bewind                      |
| 17 лютого 1800    | 16 березня 1800   | Антоні Фредерік Робберт Еверт ван Герзолте, лорд ван Ставерден | Uitvoerend Bewind                      |
| 17 березня 1800   | 16 квітня 1800    | Йоаннес Францискус Рудольфус ван Гоф                           | Uitvoerend Bewind                      |
| 17 квітня 1800    | 16 травня 1800    | Альберт Віллем Гет                                             | Uitvoerend Bewind                      |
| 17 травня 1800    | 16 червня 1800    | Августейн Герхард Бесьєр                                       | Uitvoerend Bewind                      |
| 17 червня 1800    | 16 липня 1800     | Франсуа Ермерінс                                               | Uitvoerend Bewind                      |
| 17 липня 1800     | 16 серпня 1800    | Антоні Фредерік Робберт Еверт ван Герзолте, лорд ван Ставерден | Uitvoerend Bewind                      |
| 17 серпня 1800    | 16 вересня 1800   | Ян Гендрік ван Свінден[en]                                     | Uitvoerend Bewind                      |
| 17 вересня 1800   | 16 жовтня 1800    | Альберт Віллем Гет                                             | Uitvoerend Bewind                      |
| 17 жовтня 1800    | 16 листопада 1800 | Августейн Герхард Бесьєр                                       | Uitvoerend Bewind                      |
| 17 листопада 1800 | 16 грудня 1800    | Франсуа Ермерінс                                               | Uitvoerend Bewind                      |
| 17 грудня 1800    | 16 січня 1801     | Антоні Фредерік Робберт Еверт ван Герзолте, лорд ван Ставерден | Uitvoerend Bewind                      |
| 17 січня 1801     | 16 лютого 1801    | Ян Гендрік ван Свінден                                         | Uitvoerend Bewind                      |
| 17 лютого 1801    | 16 березня 1801   | Альберт Віллем Гет                                             | Uitvoerend Bewind                      |
| 17 березня 1801   | 16 квітня 1801    | Августейн Герхард Бесьєр                                       | Uitvoerend Bewind                      |
| 17 квітня 1801    | 16 травня 1801    | Франсуа Ермерінс                                               | Uitvoerend Bewind                      |
| 17 травня 1801    | 16 червня 1801    | Антоні Фредерік Робберт Еверт ван Герзолте, лорд ван Ставерден | Uitvoerend Bewind                      |
| 17 червня 1801    | 16 липня 1801     | Ян Гендрік ван Свінден                                         | Uitvoerend Bewind                      |
| 17 липня 1801     | 16 серпня 1801    | Герріт Ян Пейман                                               | Uitvoerend Bewind                      |
| 17 серпня 1801    | 16 вересня 1801   | Августейн Герхард Бесьєр                                       | Uitvoerend Bewind                      |
| 17 вересня 1801   | 16 жовтня 1801    | Франсуа Ермерінс                                               | Uitvoerend Bewind                      |
| 17 жовтня 1801    |                   | Антоні Фредерік Робберт Еверт ван Герзолте, лорд ван Ставерден | Uitvoerend Bewind                      |